# کلمبیا (نیوجرسی)
کلمبیا (به انگلیسی: Columbia) یک منطقهٔ مسکونی در ایالات متحده آمریکا است که در نوولتون، نیوجرسی واقع شده‌است. کلمبیا ۰٫۳۲۷ کیلومتر مربع مساحت و ۲۲۹ نفر جمعیت دارد و ۹۳ متر بالاتر از سطح دریا واقع شده‌است.